# NGC 1553
NGC 1553 (другие обозначения — ESO 157-17, AM 0415-555, IRAS04150-5554, PGC 14765) — линзообразная галактика (S0) в созвездии Золотая Рыба.
Этот объект входит в число перечисленных в оригинальной редакции «Нового общего каталога».
Галактика NGC 1553 входит в состав группы галактик la Dorade. Помимо NGC 1553 в группу также входят ещё 25 галактик.
В ядре галактики находится очень яркий рентгеновский источник. Большая часть рентгеновского излучения в NGC 1553 является диффузным. Галактика также испускает слабое радиоизлучение.